# Ys (mytologi)
För andra betydelser, se Ys.
| Ys (Is) |
| --- |
| La Fuite du roi Gradlon (Kung Gradlons flykt), av Évariste Vital Luminais, 1884 (Musée des beaux-arts de Quimper). - Betydelse – kustort i keltisk mytologi - Läge – Bretagnes kust - Öde – sjunker i havet (genom magisk påverkan) - Relaterat – Atlantis, Sodom och Gomorra (och andra legendariska öar/städer som går under) |

Ys (även Is) är en stad i keltisk mytologi. Enligt legenden byggdes den på Bretagnes kust, men sjönk senare i havet. Stadens namn skrivs ibland på bretonska som Kêr-Is ('staden Is') och på franska som Ville d'Ys ('staden Ys').
Flertalet versioner av legenden placerar Ys i Frankrike vid Baie de Douarnenez. Så gott som alla versioner placerar den halvlegendariske kung Gradlon i någon av huvudrollerna i legenden. Kung Gradlon (Gradlon Meur) var kung på 400-talet i Bretagne i kungadömet Cornouaille.

## Ys inom fiktion
Den franske tonsättaren Édouard Lalo komponerade 1888 operan Le roi d'Ys över ämnet.
1978–1981 publicerades Alain Deschamps och Claude Auclairs serieroman Bran Ruz i tidningen À Suivre. Historien trycktes i bokform 1981.
1987 lanserades den första versionen i datorrollspelsserien Ys på bolaget Nihon Falcom. Konstruktörer var Masaya Hashimoto och Tomoyoshi Mayazaki.
2006 släppte musikern Joanna Newsom ett album uppkallat efter Ys.
2012 publicerades Philippe Le Guillous roman Génolé ou le silence de l'Aulne, som beskriver några människor i och kring staden Ys (som här beskrivs som en stad under havsytan).
Ys har även varit motiv inom bildkonsten, inklusive i Évariste Vital Luminais La Fuite du roi Gradlon ('Kung Gradlons flykt', 1884). Målningen visar den flyende kung Gradlon, hans förhäxade dotter Dahut och St. Gwendole, vid ett upprört hav.